# Besford Bridge
Besford Bridge – wieś w Anglii, w hrabstwie Worcestershire, w dystrykcie Wychavon. Leży 12 km na południowy wschód od miasta Worcester i 153 km na północny zachód od Londynu.